# Salsola longifolia
Salsola longifolia es una especie de planta de la subfamilia Chenopodioideae perteneciente a la familia Amaranthaceae. 

## Taxonomía
Salsola longifolia fue descrita por Peter Forsskål y publicado en Flora Aegyptiaco-Arabica 55 1775.
Etimología
Salsola: nombre genérico que deriva del término latino salsus = "salado", de acuerdo con los hábitats de muchas de sus especies. 
soda: epíteto latino que significa "de hoja larga".
Sinonimia
- Caroxylon divaricatum Moq.
- Darniella longifolia (Forssk.) Brullo
- Darniella sinaica (Brullo) Brullo
- Salsola sieberi C.Presl
- Salsola sieberi J. Presl
- Salsola sinaica Brullo
- Seidlitzia longifolia (Forssk.) Iljin[2]

## Nombres comunes
- Castellano: salado negro, sagua.[3]